# Эра (фонд)

Логотип Фонда «Эра»

«Эра» — российский фонд поддержки визуальных искусств.
Фонд был основан Еленой Берёзкиной в 2006 году в Москве для развития современного искусства России как части мирового художественного процесса, установления международных художественных связей, поддержки инициатив в области актуального искусства. Основной формой работы фонда была выставочная. Арт-критик А. Паршиков в 2009 году относил фонд к самым крупным и значительным московским проектам частной поддержки визуального искусства.
В 2010 году фонд «Эра» и благотворительный фонд «Детские сердца» при поддержке аукционного дома Sotheby’s провёл первый благотворительный аукцион российской фотографии в рамках проекта «Увидеть Париж… и жить!».
Прекратил активную работу после 2012 года, ликвидирован как юридическое лицо в 2019 году.

## Выставочные проекты Фонда «Эра»
- 2012 — Анна Желудь. «Отдам в хорошие руки»[3]
- 2012 — Александра Митлянская"Жизненные процессы".[4]
- 2010 — Ростан Тавасиев. «На дне 3D»[5]
- 2009 — Вячеслав и Анна Колейчук. «Живая графика»[6][7]
- 2008 — Владимир Архипов. Объекты
- 2008 — Художественная акция «Арт-стационар» (участники Никита Алексеев, Андрей Бартенев, Алина Гуткина, Владимир Дубоссарский, Яков Каждан, Ирина Корина и др.)[8]
- 2007 — «ЭТО НЕ ЕДА… / CECI N’ EST PAS NOURRITURE…»[9]
- 2007 — Ленна Гессен: Трилогия[10]
- 2007 — Выставка группы Dick head man Records (Франция) «New land — new band»
- 2007 — Вито Акончи (в рамках 8 Медиа Форума 29 Московского Международного Кинофестиваля)
- 2007 — Георгий и Наталья Костаки. Межвременные зёрна
- 2007 — Юрий Альберт: выставка (в рамках Второй Московской Биеннале современного искусства)
- 2007 — Вагрич Бахчанян. Труды и дни[11][12]
- 2006 — Н. Котел и В. Сальников. «Назад в будущее»
- 2006 — Лексикон современного искусства (Никита Алексеев, Николай Полисский, Алексей Каллима)
- 2006 — Игорь Шелковский. «Пунктир и линия»[13]
- 2006 — Цикл перформансов П. Пепперштейна «Кинотекст».